# Водянистий (колір)
Водянистий, аква чи морської хвилі (від лат. aqua — вода) — один з кольоративів української мови; відтінок блакитно-зеленого кольору, варіація ціанового кольору. Назва відтінку походить від уявлення глибини, моці та спокою води, яка пронизана сонячним світлом. Власно колір морської хвилі — середній та має не надто широкий діапазон.

## Галерея
Різновиди кольору морської хвилі

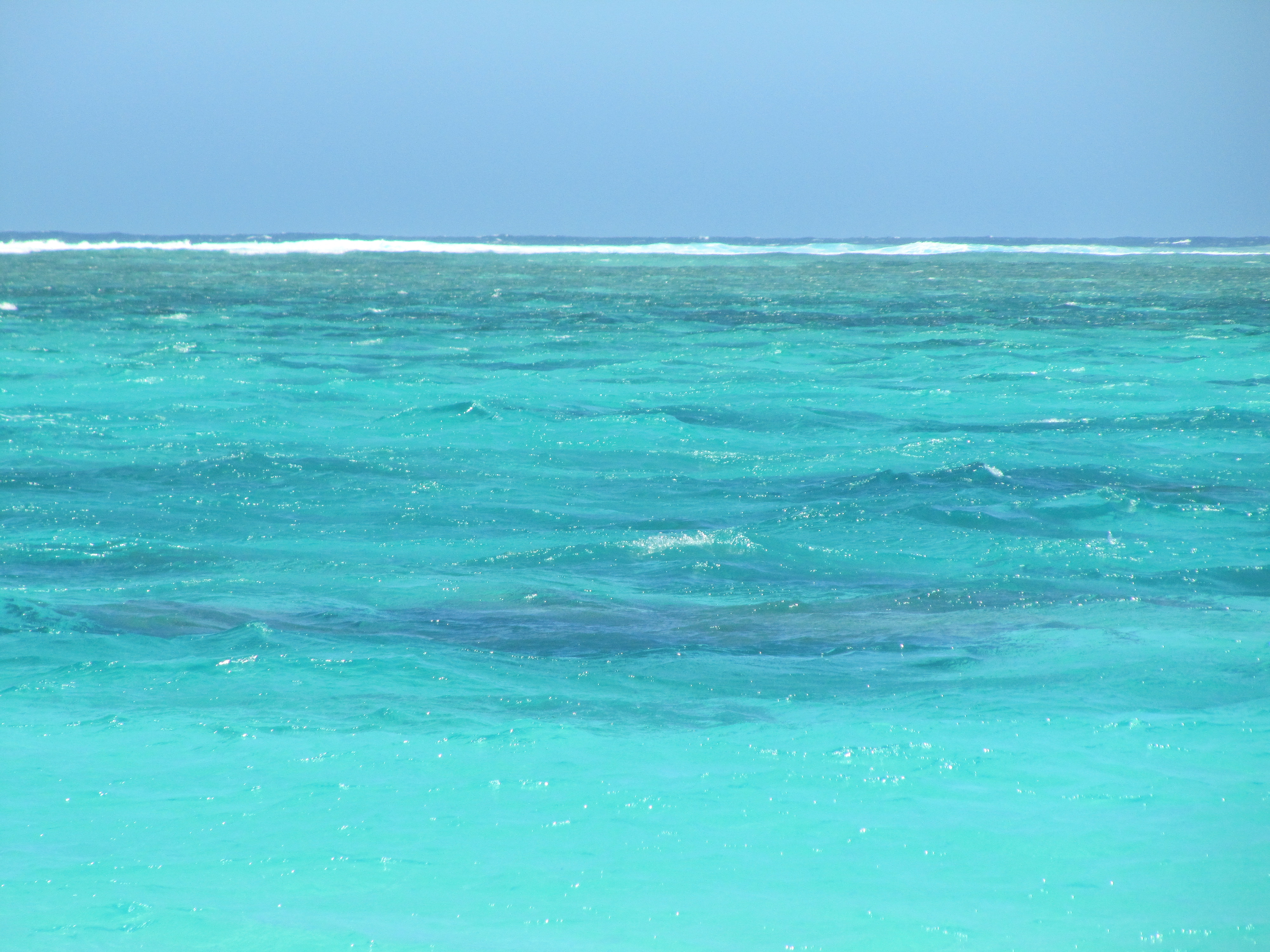
Море в Австралії
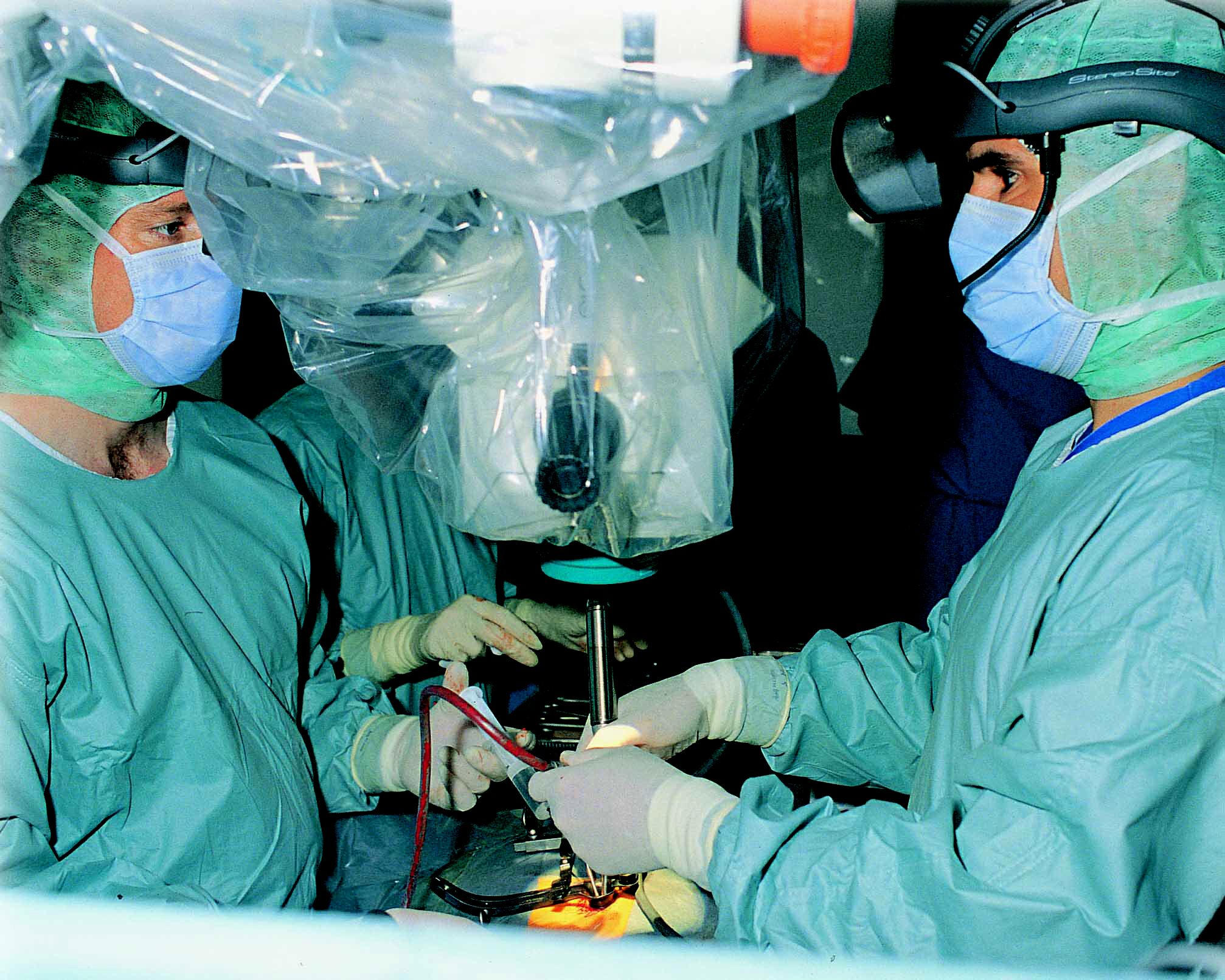
Одяг лікарів
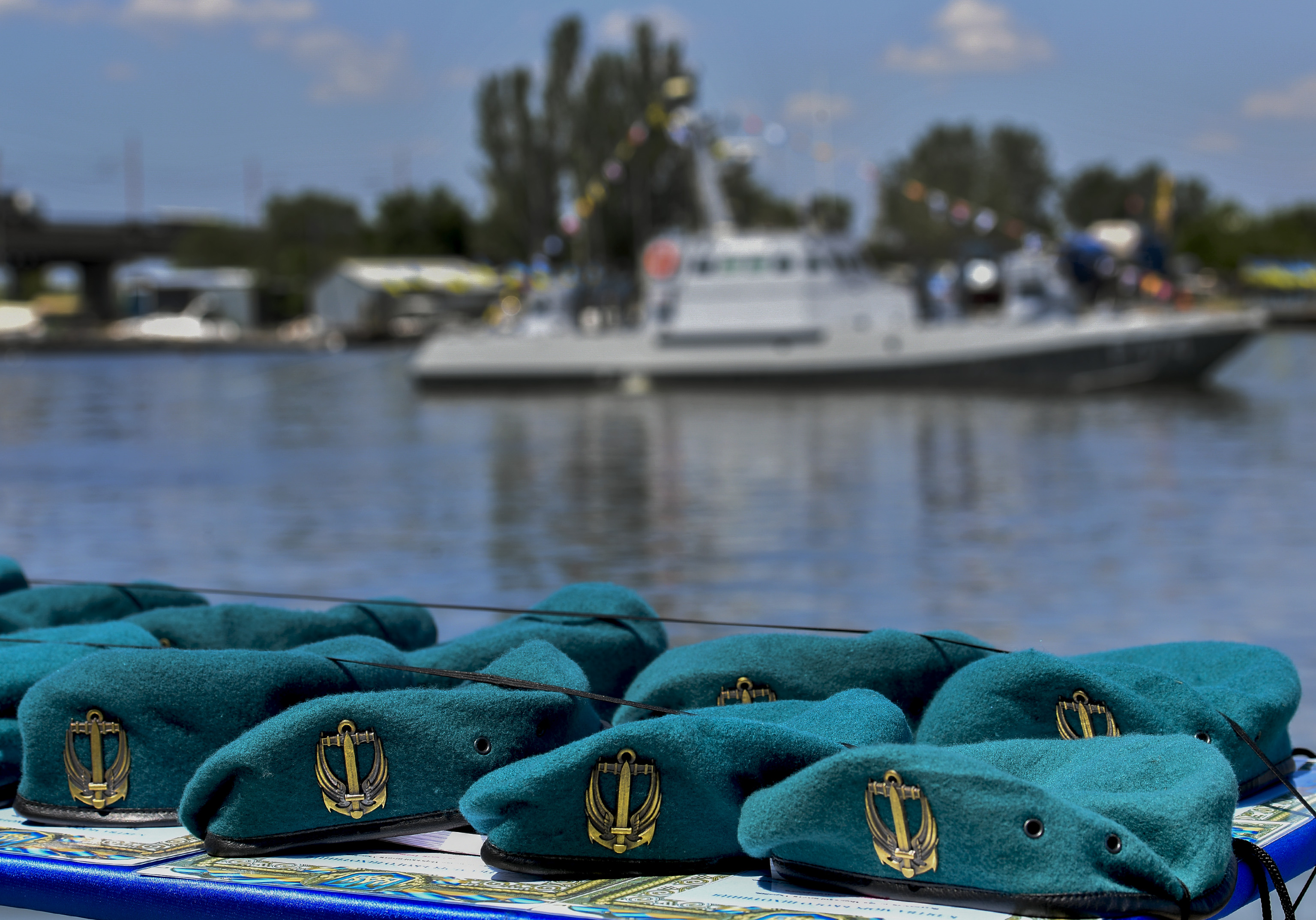
Берети морської піхоти України